# Orciano Pisano
Orciano Pisano è un comune italiano di 634 abitanti della provincia di Pisa in Toscana.

## Geografia fisica
Orciano Pisano è situato nei rilievi della Colline Pisane a 122 metri sul livello del mare, fra la Val di Tora e la Val di Fine, a pochi chilometri dal mare. Si trova a sud della Piana di Pisa, a est delle Colline Livornesi, a ovest della Valdera, e a nord della Val di Cecina e dell'area volterrana. Dista 30 km circa da Pisa, 21 km da Livorno e 12 km da Rosignano Marittimo.
Piccole porzioni dell'estremità meridionale del territorio comunale di Orciano Pisano, ai confini con Rosignano Marittimo, ricadono nella Maremma Pisana.
Il dolce paesaggio ondulato è caratterizzato da colline argillose e sabbiose con contenuta vegetazione arbustiva, che ricordano le Crete Senesi e la Val d'Orcia.

### Geologia e paleontologia

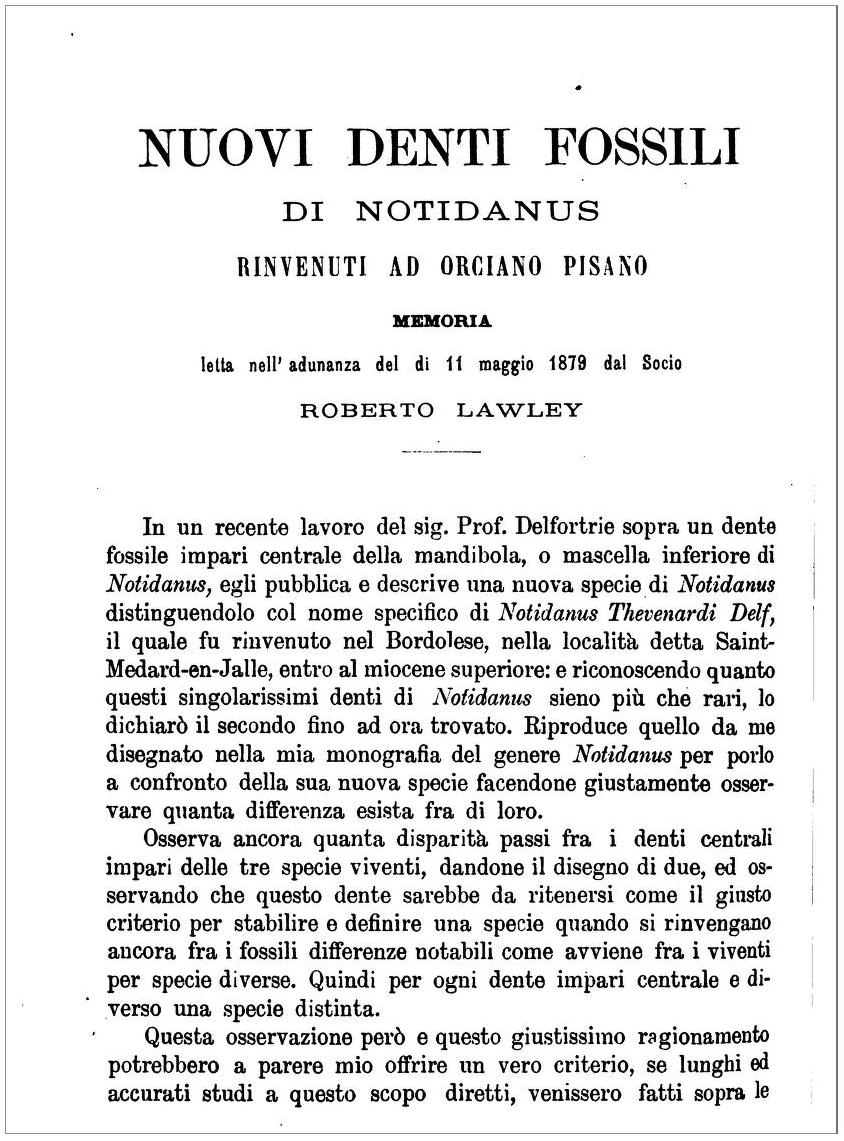
La relazione di Lawley sulla scoperta di Orciano (1879)

Tutta l'area delle colline pisane che si estende da Orciano fino a Volterra è ricca dei resti fossili di invertebrati e vertebrati marini vissuti milioni di anni fa durante il Pliocene, quando metà della Toscana, abbassata rispetto al suo livello attuale, era sommersa dalle acque del mare e la linea di costa era spostata nell'entroterra di parecchi chilometri rispetto ad oggi. Orciano è sotto molti aspetti la località delle colline Toscane più importante dal punto di vista paleontologico, particolarmente per i resti di vertebrati che comprendono pesci ossei, pesci cartilaginei come gli squali, chelonidi, carnivori come le foche e soprattutto cetacei quali delfini e balene.
Il primo importante contributo alla conoscenza paleontologica del territorio è opera di Vittorio Pecchioli che nel 1864 pubblicò alcune specie nuove di molluschi qui rinvenuti. Nel 1871 Cesare D'Ancona, allora responsabile della Collezione Centrale Italiana di Paleontologia conservata a Firenze (ora parte del Museo di Storia Naturale), pubblicò il primo volume della Malacofauna Pliocenica Italiana dove i gasteropodi fossili di Orciano hanno un ruolo fondamentale. Nel 1875, il naturalista toscano Roberto Lawley, allievo di Vittorio Pecchioli e proprietario della maggiore collezione di fossili di provenienza locale, pubblicò alcuni importanti lavori sui pesci fossili di Orciano. Nello stesso anno rinvenne alcuni resti frammentari in seguito attribuiti alla Pliophoca etrusca, specie descritta nel 1900 quando venne scoperto uno scheletro quasi completo ora olotipo della specie. Il rinvenimento fatto nelle argille sabbiose affioranti presso Casa Nuova, una località a sud di Orciano Pisano, fu opera di Antonio Di Pasco, un appassionato cercatore di fossili. Questo scheletro di particolare valore per la sua buona conservazione e per la rarità, è attualmente conservato nel Museo di storia naturale dell'Università di Pisa.
In tempi più recenti, nel 2006, sempre nei pressi di Casa Nuova è stato rinvenuto da un paleontofilo lo scheletro finemente articolato di un misticete lungo dieci metri vissuto tre milioni di anni fa. L'esemplare è stato riportato alla luce nel 2007 ed è ora conservato presso il Museo di storia naturale sezione di geologia e paleontologia, dell'Università di Firenze. Il suo interesse, al di là del particolare valore dello scheletro, risiede nella particolarissima fauna fossile trovata associata alle ossa, testimonianza di un ecosistema chemiosintetico (non dipendente dalla luce) alimentato dal grasso della balena. La rivista internazionale Geology ha dedicato la copertina e un articolo al ritrovamento.
Nel 2009 alcuni ricercatori del Museo Geopaleontologico GAMPS hanno rinvenuto alcuni resti di un cucciolo di phocidae e attribuiti dagli studiosi dell'Università di Pisa alla Pliophoca etrusca.

### Clima
- Classificazione climatica: zona D, 1743 GR/G
- Diffusività atmosferica: media, Ibimet CNR 2002

### Idrografia
- Botro Vallinacci
- Fiume Fine
- Fosso Cannella
- Rio Alberelli
- Savolano
- Torrente Tora

### Territorio
- Classificazione sismica: zona 2 (sismicità medio-alta), Ordinanza PCM 3274 del 20/03/2003

L'area in cui si estende il territorio comunale è classificata a rischio sismico. Proprio la località di Orciano Pisano fu l'epicentro del forte terremoto del 14 agosto 1846, che raggiunse la magnitudo 5.71 della scala Richter e l'VIII-IX grado della scala Mercalli.

## Storia
(Attilio Zuccagni-Orlandini, Indicatore topografico della Toscana granducale (1856))
Il castello di Ursiano, forse in origine feudo di una famiglia di origine longobarda, è attestato in antiche pergamene pisane sin dall'VIII secolo, conservate oggi all'Archivio Arcivescovile di Pisa. Il castello fu posto successivamente sotto la sovranità di Pisa, e nel 1313 risulta unito alla Pieve di Scutriano.
Dipendente dal Vicariato delle Colline o di Lari, fu feudo pisano concesso a Pietro Caetani che lo vendette a Firenze nel 1405 in cambio di una grande casa nella città. Nel 1406 la Repubblica di Pisa venne annessa a quella fiorentina.
Nel 1494, in seguito alla ribellione di Pisa nei confronti di Firenze, Orciano ritornò sotto la sovranità pisana con i castelli vicini di Santo Regolo e Santa Luce. Più volte perduto e riconquistato dai Pisani, finché i fiorentini non ebbero la meglio e sconfissero definitivamente l'esercito pisano, soffocando in questo modo ogni velleità autonomista. Riconquistato dai fiorentini, Orciano venne incendiato e le sue fortificazioni smantellate.
Distaccato dal vicariato di Lari, passò sotto il Capitanato di Livorno e divenne feudo autonomo col titolo di marchesato, conferito il 19 aprile 1630 a Roberto degli Obizzi di Padova. Tale rimase fino al suo ultimo erede ed alla sua soppressione nel 1783, quando tornò sotto il vicariato di Lari e successivamente alla podesteria di Rosignano Marittimo, come comunità autonoma.
Nel 1846 il territorio comunale fu una delle aree più colpite durante il terremoto di Orciano Pisano, che provocò diverse vittime.
Dal 1927 al 1957 il comune di Orciano fu accorpato a quello di Santa Luce, formando il comune di Santa Luce Orciano (km² 77; 3 571 abitanti nel 1951). I due comuni furono nuovamente divisi nel 1957.

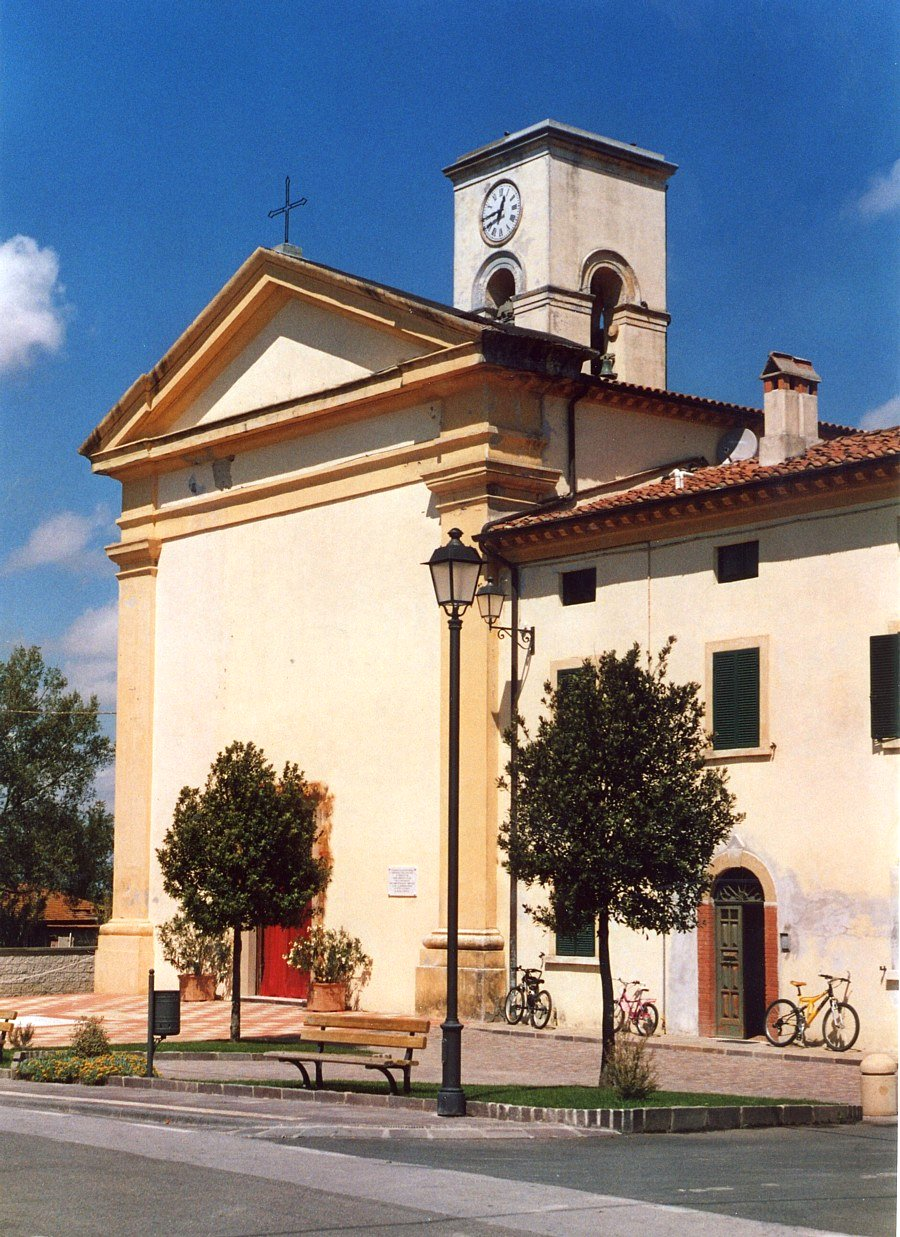
Chiesa di San Michele, Orciano Pisano

## Toponimo
Il toponimo è attestato per la prima volta nel 765 come Ursiano e deriva dal nome di persona latino Ursius più il suffisso latino -anus che indica possesso, per cui Orciano etimologicamente significa il "terreno di Ursio". La specificazione Pisano fu aggiunta nel 1862 per distinguere questo comune da Orciano di Pesaro nelle Marche.

## Monumenti e luoghi d'interesse

### Architetture religiose
- Chiesa di San Michele
- Oratorio Santi Agostino e Monica
- Pieve Vecchia

## Società

### Evoluzione demografica
Abitanti censiti

## Amministrazione
Di seguito è presentata una tabella relativa alle amministrazioni che si sono succedute in questo comune.
| Periodo          | Periodo          | Primo cittadino        | Partito                        | Carica      | Note  |
| ---------------- | ---------------- | ---------------------- | ------------------------------ | ----------- | ----- |
| 1º luglio 1988   | 21 agosto 1989   | Severo Baldanzi        | -                              | Sindaco     | [ 8 ] |
| 9 ottobre 1989   | 24 luglio 1990   | Leonardo Niccolini     | Partito Comunista Italiano     | Sindaco     | [ 8 ] |
| 24 luglio 1990   | 9 novembre 1990  | Alessandro Forte       |                                | Comm. pref. | [ 8 ] |
| 13 novembre 1990 | 20 novembre 1995 | Sauro Luci             | -                              | Sindaco     | [ 8 ] |
| 20 novembre 1995 | 17 aprile 2000   | Sauro Luci             | centro                         | Sindaco     | [ 8 ] |
| 17 aprile 2000   | 5 aprile 2005    | Sauro Luci             | centro                         | Sindaco     | [ 8 ] |
| 5 aprile 2005    | 30 marzo 2010    | Giovanni Luigi Mogre   | centro                         | Sindaco     | [ 8 ] |
| 30 marzo 2010    | 1º giugno 2015   | Giuliana Menci Filippi | lista civica                   | Sindaco     | [ 8 ] |
| 1º giugno 2015   | in carica        | Giuliana Menci Filippi | lista civica Uniti per Orciano | Sindaco     | [ 8 ] |